# Parasquilla
Parasquilla is een geslacht van kreeftachtigen uit de klasse van de Malacostraca (Hogere kreeftachtigen).

## Soorten
- Parasquilla boschii Manning, 1970
- Parasquilla coccinea Manning, 1962
- Parasquilla ferussaci (Roux, 1828)
- Parasquilla meridionalis Manning, 1961
- Parasquilla similis Manning, 1970